# Teoría de cuerpos
La teoría de cuerpos (también llamada teoría de campos, del inglés field theory) es una rama de la matemática que estudia las propiedades de los cuerpos. Un cuerpo es una entidad matemática para la cual la adición, sustracción, multiplicación y división están bien definidas.
Los cuerpos más conocidos son el cuerpo de los números racionales, el cuerpo de los números reales y el cuerpo de los números complejos. Muchos otros cuerpos, como el cuerpo de las funciones racionales, el cuerpo de funciones algebraicas, el cuerpo de los números algebraicos y los números p-ádicos son comúnmente usados y estudiados en matemáticas, particularmente en teoría de números y geometría algebraica. La mayoría de los  protocolos criptográficos se basan en cuerpos finitos, es decir, cuerpos con un número finito de elementos.
La relación entre dos cuerpos se expresa mediante la noción de extensión de cuerpos. La teoría de Galois, iniciada por Évariste Galois en la década de 1830, se dedica a comprender las simetrías de las extensiones de cuerpos. Entre otros resultados, esta teoría muestra que la  trisección de ángulos y la cuadratura del círculo no pueden realizarse con regla y compás. Además, demuestra que las  ecuaciones quínticas son, en general, irresolubles algebraicamente.
Los cuerpos sirven como nociones fundamentales en varios cuerpos matemáticos. Esto incluye diferentes ramas del análisis matemático, que se basan en cuerpos con estructura adicional. Los teoremas básicos del análisis dependen de las propiedades estructurales del cuerpo de los números reales. Más importante para los propósitos algebraicos, cualquier cuerpo se puede utilizar como escalares para un espacio vectorial, que es el contexto general estándar para el álgebra lineal. Los  cuerpos de números, similares al cuerpo de los números racionales, se estudian en profundidad en teoría de números, y los cuerpos de funciones de variedades pueden ayudar a describir propiedades de objetos geométricos.

## Historia
El concepto de cuerpo fue usado implícitamente por Niels Henrik Abel y Évariste Galois en su trabajo sobre resolución de ecuaciones.
En 1871, Richard Dedekind, al conjunto de los números reales o complejos los cuales son cerrados bajo las cuatro operaciones aritméticas como «cuerpo».
En 1881, Leopold Kronecker definió lo que él llamó «dominio de racionalidad», que es, de hecho, un cuerpo de polinomios en términos modernos.
En 1893, Heinrich Martin Weber dio la primera definición clara de cuerpo abstracto.
En 1910 Ernst Steinitz publicó el artículo Algebraische Theorie der Körper (alemán: Teoría algebraica de cuerpos), que fue muy influyente. En este artículo él estudió axiomáticamente las propiedades de los cuerpos y definió varios conceptos de teoría de cuerpos importantes como cuerpo primo, cuerpo perfecto y el grado de trascendencia de una extensión de cuerpos.
Galois, que no tenía el término «cuerpo» en mente, ha sido honrado por ser el primer matemático que enlazó la teoría de grupos y la teoría de cuerpos. La teoría de Galois es llamada así en su honor. Sin embargo, fue Emil Artin el primero que desarrolló la relación entre grupos y cuerpos en gran detalle entre 1928 y 1942.

## Introducción
Los cuerpos son objetos importantes de estudio en álgebra, puesto que proporcionan una generalización útil de varios sistemas de números, como pueden ser los números racionales, números reales, y los números complejos. En particular, las reglas comunes de asociatividad, conmutatividad y distributividad se cumplen. Los cuerpos también aparecen en muchas otras de las matemáticas; véase los ejemplo abajo.
Cuando el álgebra abstracta estaba siendo desarrollada, la definición de un cuerpo usualmente no incluía la conmutatividad de la multiplicación, y a lo que hoy llamamos cuerpo, podría haber sido llamado cuerpo conmutativo o dominio racional. En el uso contemporáneo, un cuerpo es siempre conmutativo. Una estructura que satisface todas las propiedades de un cuerpo con la posible excepción de conmutatividad, se le llama actualmente anillo de división o álgebra de división o o algunas veces como cuerpo de torsión. También es utilizado a veces el término cuerpo no conmutativo. En francés, los cuerpos son llamados corps y en alemán se conocen como Körper, de ahí que se use la letra {\displaystyle \mathbb {K} } en tipografía «negrita de pizarra» para denotar a un cuerpo. 
El concepto de cuerpo fue usado inicialmente (de manera implícita) para demostrar que no existe una fórmula general para expresar en términos de radicales las raíces de los polinomios con coeficientes racionales de grado mayor o igual a 5.

## Definición
Informalmente, un cuerpo es un conjunto, junto con dos operaciones definidas sobre ese conjunto: una operación «suma» escrita como {\displaystyle +}, y una operación «producto» escrita como {\displaystyle \cdot }, ambas se comportan de forma similar a como lo hacen para número racional y número real, incluyendo la existencia de un inverso aditivo para todos los elementos {\displaystyle a}, dentotado por {\displaystyle -a}; y de un inverso multiplicativo para todo elemento {\displaystyle b} distinto de cero, denotado por {\displaystyle b^{-1}}. Esto permite considerar también las llamadas operaciones inversas, definidas en función de la suma y el producto: la resta, expersada como {\displaystyle a-b}; y la división, denotada por {\displaystyle a/b}  o  {\displaystyle {\frac {a}{b}}}, definiendas como:
{\displaystyle a-b\triangleq a+(-b)}, para todo {\displaystyle a,b\in F}.
{\displaystyle {\frac {a}{b}}\triangleq a\cdot b^{-1}}, para todo {\displaystyle a,b\in F} con {\displaystyle b\neq 0}.

### Definición clásica
Formalmente, un cuerpo es un conjunto {\displaystyle F} junto con dos operaciones binarias definidas en {\displaystyle F} las cuales han de satisfacer una serie de propiedades. Una operación binaria en un conjunto {\displaystyle F} es una aplicación {\displaystyle F\times F\to F}, es decir, una función que asocia a cada par ordenado de elementos de {\displaystyle F} un elemento unívocamente determinado de {\displaystyle F}. Las dos operaciones binarias de un cuerpo son habitualmente denotadas como {\displaystyle +} y  {\displaystyle \cdot } , y las llamamos respectivamente suma y producto (o multiplicación). De esta forma, la «suma de {\displaystyle a} y {\displaystyle b}» se vería como {\displaystyle +(a,\,b)}, sin embargo, históricamente la notación que usamos para hablar de la suma o producto de dos elementos es la siguiente:
{\displaystyle a+b\triangleq +(a,\,b)},
{\displaystyle a\cdot b\triangleq \cdot (a,\,b)}.
Se requiere que estas operaciones satisfagan las siguientes propiedades, denominadas axiomas de cuerpos. Sean {\displaystyle a,b,c\in F}, se dice que {\displaystyle F} es un cuerpo si se tienen las propiedades de:
- Asociatividad de la suma y la multiplicación: {\displaystyle a+(b+c)=(a+b)+c} y {\displaystyle a\cdot (b\cdot c)=(a\cdot b)\cdot c}.
- Conmutatividad de la suma y la multiplicación: {\displaystyle a+b=b+a} y {\displaystyle a\cdot b=b\cdot a}.
- Identidad aditiva y multiplicativa: existen dos elementos {\displaystyle 0} y {\displaystyle 1} en {\displaystyle F} distintos tales que {\displaystyle a+0=a} y {\displaystyle a\cdot 1=a}.
- Inverso aditivo: para cada {\displaystyle a} en {\displaystyle F}, existe un elemento en {\displaystyle F}, denotado {\displaystyle -a}, llamado el inverso aditivo u opuesto de {\displaystyle a}, tal que {\displaystyle a+(-a)=0}.
- Inverso multiplicativo: para cada {\displaystyle a\neq 0} en {\displaystyle F}, existe un elemento en {\displaystyle F}, denotado por {\displaystyle a^{-1}}, llamado el inverso multiplicativo o simplemente inverso de {\displaystyle a}, tal que {\displaystyle a\cdot a^{-1}=1}.
- Distributividad de la multiplicación sobre la suma: {\displaystyle a\cdot (b+c)=a\cdot b+a\cdot c}.

Esto puede resumirse diciendo: un cuerpo tiene dos operaciones conmutativas, llamadas suma y producto; es un grupo bajo la operación suma, con 0 como identidad aditiva; los elementos no nulos son un grupo con la operación producto, con 1 como identidad multiplicativa; y el producto se distribuye sobre la suma.
Aún más resumido: un cuerpo es un anillo conmutativo donde {\displaystyle 0\neq 1} y todos los elementos no nulos son inversibles bajo multiplicación.

### Definición alternativa
Los cuerpos también pueden definirse de formas diferentes, pero equivalentes. Uno puede definir alternativamente un cuerpo por cuatro operaciones binarias (suma, resta, multiplicación y división) y sus propiedades requeridas. La división por cero está, por definición, excluida. Para evitar cuantificador existencial, los cuerpos pueden definirse mediante dos operaciones binarias (suma y producto), dos operaciones unarias (que producen las inversas aditiva y multiplicativa respectivamente), y dos operaciones nullary (las constantes 0 y 1). Estas operaciones están sujetas a las condiciones anteriores. Evitar los cuantificadores existenciales es importante en  matemática constructiva y computación. Se puede definir equivalentemente un cuerpo mediante las mismas dos operaciones binarias, una operación unaria (la inversa multiplicativa) y dos constantes (no necesariamente distintas) 1 y -1, ya que 0 = 1 + (-1) y -a = (-1)a.

## Ejemplos

### Números racionales
Los números racionales han sido ampliamente utilizados mucho antes de la elaboración del concepto de cuerpo.
Son números que se pueden escribir como fracciones
a/b, donde a y b son enteross, y b ≠ 0. La inversa aditiva de tal fracción es -a/b, y la inversa multiplicativa (siempre que a ≠ 0) es b/a, lo que puede verse como sigue:
{\displaystyle {\frac {b}{a}}\cdot {\frac {a}{b}}={\frac {ba}{ab}}=1.}
Los axiomas de cuerpos, abstractamente requeridos, se reducen a propiedades estándar de los números racionales. Por ejemplo, la ley de distributividad se puede demostrar de la siguiente manera:
{\displaystyle {\begin{aligned}&{\frac {a}{b}}\cdot \left({\frac {c}{d}}+{\frac {e}{f}}\right)\\[6pt]={}&{\frac {a}{b}}\cdot \left({\frac {c}{d}}\cdot {\frac {f}{f}}+{\frac {e}{f}}\cdot {\frac {d}{d}}\right)\\[6pt]={}&{\frac {a}{b}}\cdot \left({\frac {cf}{df}}+{\frac {ed}{fd}}\right)={\frac {a}{b}}\cdot {\frac {cf+ed}{df}}\\[6pt]={}&{\frac {a(cf+ed)}{bdf}}={\frac {acf}{bdf}}+{\frac {aed}{bdf}}={\frac {ac}{bd}}+{\frac {ae}{bf}}\\[6pt]={}&{\frac {a}{b}}\cdot {\frac {c}{d}}+{\frac {a}{b}}\cdot {\frac {e}{f}}.\end{aligned}}}

### Números reales y complejos
.

La multiplicación de números complejos puede visualizarse geométricamente mediante rotaciones y escalados

Los números reales R, con las operaciones usuales de suma y multiplicación, también forman un cuerpo. Los números complejos C consisten en expresiones
a + bi, con a, b real,
donde i es la unidad imaginaria, es decir, un número (no real) que satisface i2 = -1.
La suma y la multiplicación de los números reales se definen de tal manera que las expresiones de este tipo satisfacen todos los axiomas de cuerpos y por lo tanto se mantienen para C. Por ejemplo, la ley distributiva cumple
(a + bi)(c + di) = ac + bci + adi + bdi2 = ac−bd + (bc + ad)i.
Es inmediato que se trata de nuevo de una expresión del tipo anterior, por lo que los números complejos forman un cuerpo. Los números complejos pueden representarse geométricamente como puntos en el plano, con coordenadas cartesianas dadas por los números reales de su expresión descriptiva, o como las flechas desde el origen a estos puntos, especificadas por su longitud y un ángulo encerrado con alguna dirección distinta. La suma corresponde entonces a la combinación de las flechas en el paralelogramo intuitivo (suma de las coordenadas cartesianas), y la multiplicación es - menos intuitivamente - la combinación de la rotación y la escala de las flechas (suma de los ángulos y multiplicación de las longitudes). Los cuerpos de los números reales y complejos se utilizan en matemáticas, física, ingeniería, estadística y muchas otras disciplinas científicas.

### Números construibles
.

El teorema de la media geométrica afirma que h^{2} = pq. Elegir q = 1 permite construir la raíz cuadrada de un número constructible dado p

En la antigüedad, varios problemas geométricos se referían a la (in)viabilidad de construir ciertos números con regla y compás. Por ejemplo, los griegos desconocían que, en general, es imposible trisecar de este modo un ángulo dado. Estos problemas pueden resolverse utilizando el cuerpo de los números construibles. Los números reales construibles son, por definición, longitudes de segmentos de recta que pueden construirse a partir de los puntos 0 y 1 en un número finito de pasos utilizando únicamente compás y regla. Estos números, dotados de las operaciones del cuerpo los números reales, restringidas a los números construibles, forman un cuerpo que incluye propiamente al cuerpo Q de los números racionales. La ilustración muestra la construcción de raíz cuadrada de números construibles, no necesariamente contenidos en Q. Utilizando el etiquetado de la ilustración, construye los segmentos AB, BD, y una  semicircunferencia sobre AD (centro en el punto medio C), que interseca a la perpendicular que pasa por B en un punto F, a una distancia de exactamente {\displaystyle h={\sqrt {p}}} de B cuando BD tiene longitud uno.
No todos los números reales son construibles. Se puede demostrar que {\displaystyle {\sqrt[{3}]{2}}} no es un número construible, lo que implica que es imposible construir con compás y regla la longitud del lado de un cubo de volumen doble, otro problema planteado por los antiguos griegos.

### Un cuerpo con cuatro elementos
| + | O | I | A | B |
| - | - | - | - | - |
| O | O | I | A | B |
| I | I | O | B | A |
| A | A | B | O | I |
| B | B | A | I | O |

| ⋅ | O | I | A | B |
| - | - | - | - | - |
| O | O | O | O | O |
| I | O | I | A | B |
| A | O | A | B | I |
| B | O | B | I | A |

Además de los sistemas numéricos conocidos, como los racionales, hay otros ejemplos menos inmediatos de cuerpos. El siguiente ejemplo es un cuerpo formado por cuatro elementos llamados O, I, A y B. La notación se elige de tal manera que O desempeña el papel del elemento de identidad aditivo (denotado 0 en los axiomas anteriores), y I es la identidad multiplicativa (denotado 1 en los axiomas anteriores). Los axiomas de cuerpos se pueden verificar mediante el uso de alguna teoría de cuerpos más, o por cálculo directo. Por ejemplo,
A ⋅ (B + A) = A ⋅ I = A, que es igual a A ⋅ B + A ⋅ A = I + B = A, tal y como exige la distributividad.
Este cuerpo recibe el nombre del cuerpo finito de cuatro elementos'x, y se denota {\displaystyle F_{4}} o GF(4). El subconjunto formado por O y I (resaltado en rojo en las tablas de la derecha) es también un cuerpo, conocido como cuerpo binario F2 o GF(2). En el contexto de informática y álgebra booleana, O} y I se denotan a menudo respectivamente por falso y verdadero, y la suma se denota entonces  XOR (o exclusiva). En otras palabras, la estructura del cuerpo binario es la estructura básica que permite la computación con bits.

## Extensiones de un cuerpo
Una extensión de un cuerpo k es justamente un cuerpo K que contiene a k como un subcuerpo. Se distingue entre extensiones que tienen cualidades diferentes. Por ejemplo, una extensión K de un cuerpo k es llamada algebraica, si cada elemento de K es una raíz de algún polinomio con coeficientes en k. De otra manera, la extensión es llamada trascendental.
El objetivo de la teoría de Galois es el estudio de las extensiones algebraicas de un cuerpo.

## Clausuras de un cuerpo
Dado un cuerpo k, varios tipos de clausura de k pueden ser introducidas. Por ejemplo, la clausura algebraica, la clausura separable, la clausura cíclica etc. La idea es siempre la misma: Si P es una propiedad de cuerpos, entonces una P-clausura de k es un cuerpo K que contiene a k, y que tiene la propiedad P, la cual es mínima en el sentido de que no hay subcuerpo apropiado de K que contiene k y tiene la propiedad P. 
Por ejemplo, si se toma P(K) como la propiedad de que «todo polinomio no constante f en K[t] tiene una raíz en K», entonces una P-clausura de k es justamente una clausura algebraica de k. 
En general, si las P-clausuras existen para alguna propiedad P y cuerpo k, son todas isomorfas. Sin embargo, no hay isomorfismo preferible general entre dos clausuras.

## Aplicaciones de la teoría de cuerpos
El concepto de cuerpo se usa, por ejemplo, en la definición de vectores y matrices, dos estructuras en álgebra lineal cuyos componentes pueden ser elementos de un cuerpo arbitrario. 
Los cuerpos finitos son usados en teoría de números, teoría de Galois y teoría de códigos, y de nuevo, las extensiones algebraicas son también una gran herramienta.
Los cuerpos binarios, cuerpos de característica 2, son útiles en ciencias de la computación.

## Algunos teoremas útiles
- Teorema de extensión del isomorfismo
- Teorema del elemento primitivo